# نوربرت تاديوز
نوربرت تاديوز (بالألمانية: Norbert Tadeusz)‏ (و. 1940 – 2011 م) هو رسام، وأستاذ جامعي ألماني، ولد في دورتموند، توفي في دوسلدورف، عن عمر يناهز 71 عاماً.

## روابط خارجية
- نوربرت تاديوز على موقع مونزينجر (الألمانية)